# Ga Ujangsan
Ga Ujangsan (Tiếng Hàn: 우장산역, Hanja: 雨裝山驛) là một ga trên Tuyến tàu điện ngầm vùng thủ đô Seoul số 5 ở Gangseo-gu, Seoul. Nó được đặt tên theo một ngọn núi gần đó ở phía đông.
Nhà ga này là ga đầu tiên do Tổng công ty Vận tải Seoul vận hành có cửa chắn sân ga (PSDs).

## Bố trí ga
| Balsan ↑ |
| \| W/B   |
| ↓ Hwagok |

| Hướng Tây  | ●Tuyến 5 | ← Hướng đi Banghwa                      |
| Hướng Đông | ●Tuyến 5 | → Hướng đi Hanam Geomdansan · Macheon → |

## Lối ra
- Lối ra 1: Công viên Ujangsan, Trường tiểu học Naebalsan.
- Lối ra 2: Cao đẳng Bách khoa Hàn Quốc (Cơ sở Gangseo).
- Lối ra 3: Trường trung học cơ sở và trung học Hwagok.
- Lối ra 4: Trường tiểu học Balsan.